# Estimat
Inden for statistik er et estimat en beregning af en ukendt størrelse ud fra en stikprøve, som kan være mangelfuldt eller indeholde støj. Metoden til beregningen kaldes en estimator og estimatet er resultatet. Størrelsen kan eksempelvis være et statistik mål (for eksempel middelværdien) eller en parameter i en regressionsmodel. Der findes punktestimat, hvor størrelsen estimeres med én enkel værdi, og intervalestimat, hvor det det interval størrelsen med en given sandsynlighed befinder sig indenfor, udregnes.
Der opereres med en teoretisk sand værdi for størrelsen, som estimatet er en vurdering af. Den sande værdi er den værdi, der fås, hvis hele populationen undersøges. Det er ofte umuligt, da der kan være uendeligt mange tilfælde. Derfor kan den sande værdi generelt ikke bestemmes, men kun et estimat af den.
Et eksempel, hvor den sande værdi kan bestemmes, er hvor mange stemmer de enkelte partier og personer får til en folkeafstemning. Før folkeafstemningen laves der undersøgelser af hvad folk vil stemme. Ud fra en stikprøve fås et estimat af stemmefordelingen. Den sande værdi fås, når stemmerne er talt op. Andre ting, for eksempel antallet af venstrehåndede mennesker i verden, er det kun teoretisk muligt at tælle op. Det ville kræve, at man skulle i kontakt med alle levende mennesker indenfor et kort tidsrum, hvor ingen dør eller bliver født, hvilket ikke er praktisk muligt. Derfor undersøger man i stedet måske 10.000 udvalgte mennesker af forskellig oprindelse og antager, at de er repræsentative for hele verden.

## Centralt estimat
Et estimat er centralt, hvis forventningsværdien af estimatet er lig den sande værdi. Dette betyder, at hvis man tager gennemsnittet af uendeligt mange estimater af værdien, vil dette være den sande værdi.
Et estimat, der ikke er centralt, har en skævhed (engelsk: skewness), som er differensen mellem forventningsværdien og den sande værdi. Altså en systematisk fejl så estimatet generelt er højere eller lavere end den sande værdi.
I nogle statistiske modeller kan man vælge, om man vil have skævhed eller varians i sit estimat. Stor varians medfører, at man skal have mange observationer for at få et godt estimat, mens skævhed medfører, at man ikke kan regne værdien nøjagtigt. Afvejningen af om man vil have meget varians eller meget skævhed kaldes på engelsk bias-variance trade-off.